# Diagrama de comunicación

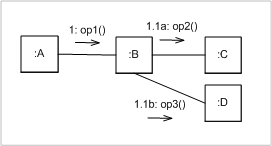
Ejemplo de un diagrama de comunicación.

En el Lenguaje Unificado de Modelado (UML) 2.0, un diagrama de comunicación es una versión simplificada del diagrama de colaboración de la versión de UML 1.x.[cita requerida]
Un diagrama de comunicación modela las interacciones entre objetos o partes en términos de mensajes en secuencia. Los diagramas de comunicación representan una combinación de información tomada desde el diagrama de clases, secuencia, y diagrama de casos de uso describiendo tanto la estructura estática como el comportamiento dinámico de un sistema. 
Los diagramas de comunicación y de secuencia describen información similar, y con ciertas transformaciones, pueden ser transformados unos en otros sin dificultad.
Para mantener el orden de los mensajes en un diagrama de comunicación, los mensajes son etiquetados con un número cronológico y colocados cerca del enlace por el cual se desplaza el mensaje. Leer un diagrama de comunicación conlleva comenzar en el mensaje 1.0, y seguir los mensajes desde un objeto hasta el siguiente, sucesivamente.